# Gran redada del Pasaje Begoña
La gran redada del Pasaje Begoña tuvo lugar la noche del 25 al 26 de junio de 1971 en el municipio malagueño de Torremolinos, España.

## Desarrollo
Durante la incursión, la policía franquista identificó a 300 personas y arrestó alrededor de 119 que se encontraban en la callejuela en forma de L, llamado en esos años «Pasaje Begoña» —el cual cambió de nombre a «Pasaje Gil Vicente» el 1 de marzo de 1981—, donde se ubicaban al menos 50 bares y locales de música en directo, muchos de ellos fueron los primeros establecimientos para público LGBT del país.
El pasaje había sufrido redadas con anterioridad, pero se trataron de pequeñas intervenciones policiales, sin embargo la orden del gobernador civil de Málaga, Víctor Arroyo, no solo conllevó la identificación y el arresto de personas, sino también multas y clausuras a los locales; determinándose en total el cierre de 23 locales nocturnos en Torremolinos. El día anterior a la redada se había ordenado la clausura de la sala de fiestas «Caramela» y los bares nocturnos «Evans» y «Noe». Una de las testigos de la redada de 1971 fue la artista Manolita Chen.
La zona era frecuentada por personalidades nacionales, como Sara Montiel o Massiel, e internacionales, como John Lennon, Amanda Lear o Coccinelle, por la fama de ser un oasis de libertades en plena dictadura del general Francisco Franco. Uno de los establecimientos más conocido fue el bar The Blue Note, fundado y regentado por la pareja formada por la cantante holandesa y pianista de jazz Pia Beck y Marga Samsonowski.

## Conmemoraciones

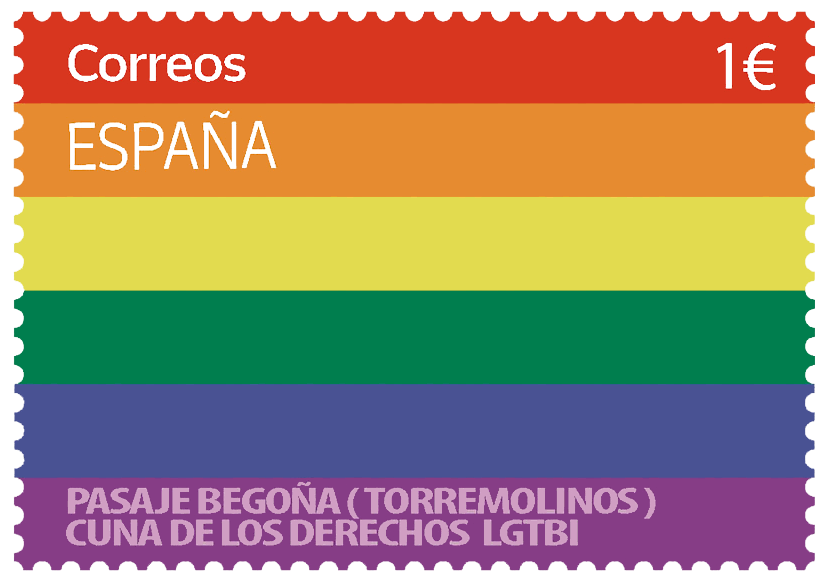
Sello conmemorativo emitido en 2020 por Correos.

En 2018 el Pasaje Begoña fue declarado Lugar de Memoria Histórica y cuna de los Derechos y Libertades LGTBI por la Junta de Andalucía y por el Congreso de los Diputados. El sorteo de la ONCE del 1 de junio de 2019 incluyó en sus boletos de lotería un homenaje al Pasaje Begoña, mientras que Loterías y Apuestas del Estado dedicó el diseño de sus boletos para el sorteo de lotería del 22 de junio del mismo año al Pasaje Begoña, conmemorando la redada y la lucha por los derechos LGBT iniciada en el lugar.
El 15 de junio de 2020 Correos de España lanzó una emisión postal conmemorativa de la redada del pasaje Begoña, consistente en un sello que presenta los colores de la bandera LGBT.